# Denver Nuggets 1997-1998
La stagione 1997-98 dei Denver Nuggets fu la 22ª nella NBA per la franchigia.
I Denver Nuggets arrivarono settimi nella Midwest Division della Western Conference con un record di 11-71, non qualificandosi per i play-off.

## Roster
| N° | Naz.                   | Ruolo | Sportivo          | Anno | Alt. | Peso |
| -- | ---------------------- | ----- | ----------------- | ---- | ---- | ---- |
| 1  | Stati Uniti (bandiera) | G     | Kiwane Garris     | 1974 | 188  | 83   |
| 3  | Stati Uniti (bandiera) | G     | Harold Ellis      | 1970 | 196  | 91   |
| 4  | Stati Uniti (bandiera) | AC    | Tony Battie       | 1976 | 211  | 104  |
| 5  | Stati Uniti (bandiera) | G     | Anthony Goldwire  | 1971 | 185  | 83   |
| 7  | Stati Uniti (bandiera) | G     | Cory Alexander    | 1973 | 185  | 84   |
| 13 | Stati Uniti (bandiera) | G     | Bobby Jackson     | 1973 | 185  | 84   |
| 14 | Stati Uniti (bandiera) | G     | Eric Washington   | 1974 | 193  | 86   |
| 15 | Stati Uniti (bandiera) | A     | Danny Fortson     | 1976 | 201  | 116  |
| 17 | Stati Uniti (bandiera) | AC    | Joe Wolf          | 1964 | 211  | 104  |
| 20 | Stati Uniti (bandiera) | A     | LaPhonso Ellis    | 1970 | 203  | 109  |
| 21 | Stati Uniti (bandiera) | C     | Dean Garrett      | 1966 | 208  | 102  |
| 22 | Stati Uniti (bandiera) | GA    | Johnny Newman     | 1963 | 201  | 86   |
| 23 | Stati Uniti (bandiera) | G     | Bryant Stith      | 1970 | 196  | 94   |
| 25 | Rep. Ceca (bandiera)   | C     | Jiří Zídek        | 1973 | 213  | 113  |
| 30 | Stati Uniti (bandiera) | C     | Priest Lauderdale | 1973 | 224  | 147  |
| 32 | Stati Uniti (bandiera) | A     | Eric Williams     | 1972 | 203  | 100  |

## Staff tecnico
- Allenatore: Bill Hanzlik
- Vice-allenatori: Brian Winters, T.R. Dunn, Mike D'Antoni (dal 7 novembre al 4 febbraio)